# Argidava subviduata
Argidava subviduata là một loài bướm đêm trong họ Geometridae.